# 壶泉镇
壶泉镇，是中华人民共和国山西省大同市广灵县下辖的一个乡镇级行政单位。

## 行政区划
壶泉镇下辖以下地区：
东台社区、三庄社区、北关社区、西关社区居民委员、三庄村、北道岩村、城新村、北关村、西关村、西河洼村、沙河村、南关村、东台村、蕙花村、稻地村、翟疃村、西河乡村、商村、南汇村、沙岭村、张庄村、田窑村、榆林堡村、尚疃村、吴家地村、集兴疃村、王洼堡村、王洼西庄村、白家坟村、赵庄村、涧西村、合兴村和聚合村。